# Ades
Ades (zm. w 1620 roku) – śpiewak barokowy, muzyk nadworny Zygmunta III Wazy.
Kastrat. Do roku 1602 był śpiewakiem w zespole muzycznym przy dworze Stanisława Kostki, a od 1602 do 1620 członkiem nadwornego zespołu muzycznego króla Zygmunta III.